# Barton Mills
Barton Mills är en by och en civil parish i distriktet West Suffolk i Suffolk i England. Orten hade 867 invånare år 2012. Den har en kyrka.